# Tribunal da Calcedônia

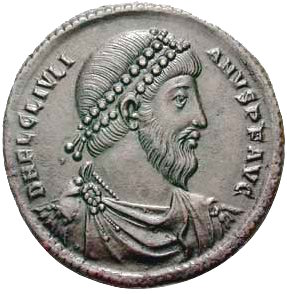
r. num fólis de Antioquia

Tribunal da Calcedônia foi um tribunal conveniado pelo imperador Juliano, o Apóstata (r. 361–363) na cidade da Calcedônia, então subúrbio da capital imperial oriental de Constantinopla, logo após a morte de seu antecessor Constâncio II. Salúcio, que foi elevado ao posto de prefeito pretoriano, foi incumbido de supervisioná-lo com auxílio do civil Cláudio Mamertino e quatro oficiais militares: Arbício, Agilão, Nevita e Jovino. Os primeiros dois foram ex-oficiais de Constâncio, enquanto os outros serviram com Juliano.
No tribunal, grande parte dos ministros de Constâncio foram julgados. Arbício foi responsável pelas acusações, enquanto os demais estavam presentes para assistir. Segundo o historiador Amiano Marcelino, Paládio, Tauro, Evágrio, Saturnino e Cirino são conhecido por terem sido exilados; Florêncio, Úrsulo e Eusébio foram condenados à morte; Apodêmio e Paulo Catena foram queimados vivos; e outro Florêncio foi preso numa ilha da Dalmácia.